# ماجراهای اسب سیاه
ماجراهای اسب سیاه (به انگلیسی: The Adventures of the Black Stallion) نام یک سریال تلویزیونی که مبتنی بر فیلم سینمایی اسب سیاه (۱۹۷۹) و همچنین فیلم سینمایی بازگشت اسب سیاه (۱۹۸۳) ساخته شده است.

اکثر قسمت‌ها در اطراف کانادا فیلم‌برداری شده‌است. در حین سری دوم و سوم، نمایش به سمت مزرعه منتقل شد و بسیاری از قسمت‌ها در نیوزیلند و پاریس و ایالات متحده ضبط شد.

ماجراهای اسب سیاه یک کار مشترک بین کانادا، فرانسه و نیوزیلند بود و در استودیو بریتیش کلمبیا کانادا و همچنین فرانسه و نیوزیلند نیز فیلم‌برداری شد. 

## شخصیت‌های سریال
1. میکی رونی در نقش هنری دیلی
2. ریچارد ایان کاکس در نقش الک رمزی
3. پی‌یر کوسو
4. ماریان فیلالی در نقش Nicole Berthier (سری ۲–۳)
5. میشل گودگر در نقش Belle Ramsey (سری ۱)
6. Virginie Demains در نقش Catherine Varnier (سری ۱)
7. ژان پل سولال در نقش Pierre Chastel (سری ۱)
8. دیوید تیلور در نقش Nathaniel 'Nate' MacKay (سری ۳)
9. Docs Keepin Time در نقش The Black